# Luiz Felippe Perret Serpa
Luiz Felippe Perret Serpa (Rio de Janeiro, 23 de abril de 1935 – Salvador, 15 de novembro de 2003) foi um físico, pesquisador e professor universitário brasileiro.
Ex-reitor da Universidade Federal da Bahia (UFBA) de 1993 a 1998, era professor do Instituto de Física e professor adjunto da Faculdade de Educação da UFBA.
Natural da capital fluminense, do bairro de Vila Isabel, era graduado em Física pela Universidade do Brasil (atual Universidade Federal do Rio de Janeiro), em 1958, e especializado em Métodos de Ensino da Física na Universidade de Bariloche, em 1967.
Na década de 1960, ganhou uma bolsa de estudos para estudar física nos Estados Unidos, mas declinou da bolsa de doutorado devido ao convite feito pelo então reitor da UFBA, professor Edgar Santos, para implantar o Departamento de Física e Geociência da universidade. Já na Bahia, Serpa ministrou curso na área petrolífera e começou a carreira docente na UFBA.
Foi professor do Instituto Tecnológico de Aeronáutica (ITA), de 1959 a 1961, em São José dos Campos, professor do Instituto de Física da Universidade Federal do Ceará, de 1969 a 1971 e foi membro do Conselho de Educação do Estado da Bahia.
Serpa morreu em 15 de novembro de 2003, na capital baiana, aos 68 anos, devido a um infarto.